# MapleStory Adventures
MapleStory Adventures é um jogo Free-to-Play desenvolvido pela empresa coreana Nexon para a rede social Facebook. É a versão mais simplificada do famoso jogo para computador MapleStory, também desenvolvido pela Nexon. Apesar de se tratar de uma versão adaptada para a rede social, o enredo do jogo permanece o mesmo. O jogo é Free-to-Play, ou seja gratuito, mas tem a opção de se conseguir conteúdo premium, pago com dinheiro real.

## Jogabilidade
MapleStory Adventures foi totalmente feito em gráficos 2D scrolling, ou seja é um jogo em plataforma. Ao abrir o aplicativo pela primeira vez no Facebook, o jogador cria e customiza seu avatar para começar a se aventurar no mundo de Victoria Island. Todas as ações do jogo são feitas através do mouse. O jogo também é composto por quests, missões que o jogador deverá cumprir para ganhar alguma recompensa, como experiência para passar de nível. Ao realizar alguma ação perde-se energia, e quando sua energia chega a zero algumas ações ficam indisponíveis até que chegue pelo menos ao número 3, ou até que encha por completo.

### Avatar
O avatar é a personagem do jogador dentro do jogo, com ele é possível fazer tudo, até mesmo personalizá-lo com itens da loja de moedas do Facebook. É com ele que acontece todas as ações do jogo, e também é com ele que é possível explorar o mundo de MapleStory Adventures.

### Niveis e Skills
O jogador, ao ganhar certa quantidade de experiência, passa para o próximo nível, liberando assim novas habilidades e itens, e até mesmo deixando-o mais forte. Se ganha experiência realizando quests, recolhendo materiais, e matando monstros. Já as skills, são habilidades adquiridas com o decorrer dos níveis, com ela o jogador pode, por exemplo, lançar magia, andar mais rápido e realizar várias outras ações especiais, oferecida por aquela skill. As skills também podem ser aumentadas de nível, mas deve-se pagar certa quantidade ou em moedas do Facebook, ou com gold do jogo.

### Quests
Quests são missões, que o jogador deve realizar para ganhar uma recompensa. Cada quest pede um objetivo que o jogador deverá cumprir para completá-la, como matar certa quantidade de um tipo de monstro, ou recolher algum item espalhado pelo mapa. Há também as quests de eventos, como as de Halloween e do Dia dos Namorados.

### Mapa
O mapa do jogo é a versão simplificada dos mapas presentes no Maplestory, tendo algumas cidades famosas do jogo para Windows, como Henesys, Ellinia entre outras, apesar também de conter dungeons próprias, como a Beach Dungeon.

### Equipamentos e Itens
Dentro do jogo também é possível adquirir equipamentos e itens. Os equipamentos são espadas, varinhas, armaduras, e entre outros, que deixam o jogador mais forte. Podem consegui-los através da loja comprando com gold ou moedas do Facebook, ou até mesmo conseguindo em quests ou caindo de monstros.
Os itens, ao contrário dos equipamentos, têm várias funções de acordo com qual item conseguido. Eles podem curar, deixar o avatar mais forte, ou até mesmo servirem apenas para completar quests. É possível consegui-los na loja, em quests e caindo de monstros e através de outros métodos.

## Classes
Em MapleStory Adventures, o jogador ao começar pode escolher uma classe para seu avatar. Existem até o momento 4 classes sendo elas:Warrior(Guerreiro), Wizard(Bruxo), Thief(ladrão) e Archer(Arqueiro). Cada classe tem suas vantagens e desvantagens, seus meios de ataques e outros detalhes que as diferenciam entre si.

### Warrior
Os Warriors ou "guerreiros", tem como principal ponto forte, sua força, sendo suas armas principais as espadas. É a 1º classe a existir no jogo, que ataca a curtas distâncias, ou seja, que se aproxima bem de perto de seu oponente para atacar e se defender

### Wizard
Os Wizards ou "bruxos", são a classe mágica do jogo, sendo assim tem como principais armas varinhas e cajados. É a 1º classe do jogo a atacar a longas distâncias e a única a ter magias, como seu principal meio de ataque e defesa.

### Thief
Os Thiefs ou “ladrões“, são a classe hábil do jogo, tendo como principais pontos fortes sua agilidade e poder de esquivamento. Assemelham-se a um ninja, pois suas armas são adagas, shurikens e outros utensílios semelhantes à de um ninja. É a 2º classe a usar ataques em curtas distâncias, e a única que pode usar ataques a longas distâncias também, quando usam shurikens.

### Archer
Os Archers ou "arqueiros" como o nome sugere, são os arqueiros do jogo. Tem como principal arma, o arco e flecha. São a 2ª classe a usar ataques a longas distâncias.

## Interação Social
Apesar de ser um MMORPG, o mapa do game é totalmente em Single Player, ou seja, não é possível ver outros jogadores, apenas "chamar" seus amigos para lhe ajudar a matar monstros por um curto tempo. Apesar disso, é possível também visitar a casa de seus vizinhos e ajudá-los limpando gramas e realizando outras tarefas na residência deles.

### Sistema de Maple Friend
No dia 1 de Maio de 2012, foi adicionado ao jogo, um novo sistema, chamado de "Maple Friend", no qual permite ao jogador adicionar outros usuários do jogo que não estão em sua lista de amigos no Facebook, para completar quests e matar monstros.

### Gifts
Além das ações disponíveis de interação no jogo, também é possível dar presentes para seus amigos no jogo, são os chamados "Gifts". Está disponível uma variedade de gifts para que os jogadores possam dar entre si.

### Ligação de Contas
É possível "ligar" a personagem do MapleStory Adventures, a conta do jogo para PC, MapleStory, para ganhar presentes e itens exclusivos no MapleStory.

## Gold e Moedas do Facebook
O gold, é o dinheiro dentro do jogo MapleStory Adventures. Se ganha ele ao derrotar monstros, realizar quests ou vendendo algum item. Com ele é possível comprar equipamentos e itens dentro do jogo para fortalecer o jogador.
Já com as moedas do Facebook, é possível ir além, e comprar pets e equipamentos raros. Ao contrário do gold, apenas se consegue moedas do facebook comprando com dinheiro de verdade, através do Paypal ou Cartões de crédito.Esta moeda em si, é de uso geral nos aplicativos presentes no Facebook, ou seja além de poder usa-las no MapleStory Adventures, é possível usa-las em qualquer outro aplicativo presente na rede social caso seja aceito.

## Closed Beta
A fase do closed beta foi a primeira fase de testes do jogo, foram convidados vários  jogadores para testar e relatar erros dentro do game. A fase ocorreu de 15 de junho a 26 de junho de 2011.

## Recepção
Durante seus 11 dias de closed beta, MapleStory Adventures conseguiu um número aproximado de 30,000 usuários. Após lançar seu beta aberto, tornou-se o jogo coreano para rede social que mais conseguiu usuários em pouco tempo, alcançando o número de 3,000,000 de usuários ativos mensais.